# Dumenza
Dumenza – miejscowość i gmina we Włoszech, w regionie Lombardia, w prowincji Varese.
Według danych na rok 2004 gminę zamieszkiwało 1326 osób, 73,7 os./km².